# Pueblo Viejo (Belize)
Pueblo Viejo (auch: San Antonio Viejo) ist ein Ort im Toledo District von Belize. Die Bevölkerung besteht hauptsächlich aus Maya vom Volk der Mopan und zu einem kleinen Teil vom Volk der Kekchí.

## Geografie
Der Ort liegt in der Pueblo Viejo Indian Reservation im Westen des Landes im Tal des Pueblo Creek.
Im Westen liegen die Orte Jalacte und Santa Cruz de la Frontera, im Osten gibt es eine Verbindung nach Santa Elena (Rio Blanco).

### Verkehr
Durch den Ort führt die San Antonio Road, die im Südwesten bis Jalacte an der Grenze nach Guatemala verläuft und  im Osten in Dump in den Southern Highway mündet.

## Geschichte
Der Name des Ortes bedeutet im Spanischen „Altes Dorf“ und der Ort ist tatsächlich eines der ältesten Dörfer im Süden von Belize. Die Maya, die sich dort zuerst ansiedelten, kamen aus dem Gebiet des Departamento Petén in Guatemala.

## Klima
Nach dem Köppen-Geiger-System zeichnet sich Santa Theresa durch ein tropisches Klima mit der Kurzbezeichnung Am aus.